# Državna cesta D205
D205 je državna cesta u Hrvatskoj. 
Cesta spaja granični prijelaz Razvor (granica sa Slovenijom) s čvorom Gubaševo na autocesti A2. Cesta prolazi kroz naselja Razvor, Kumrovec, Risvica, Mihanovićev Dol, Klanjec, Dubrovčan, Jezero Klanječko i Gubaševo, gdje se spaja na autocestu A2.
Ukupna duljina iznosi 24,6 km.